# Олестра
Оле́стра — синтетический заменитель жира; обладает нулевой калорийностью и проходит через пищеварительный тракт без поглощения. Разработана фирмой Procter & Gamble Co. в 1968 году.

## Выход на рынок
Производством олестры занимается Procter & Gamble. В 1996 году её применение в качестве пищевой добавки было разрешено Министерством здравоохранения США с условием обязательного предупреждения на этикетке:
| This Product Contains Olestra. Olestra may cause abdominal cramping and loose stools. Olestra inhibits the absorption of some vitamins and other nutrients. Vitamins A, D, E, and K have been added. | Этот продукт содержит олестру. Олестра может вызвать спастические боли в животе и жидкий стул. Олестра подавляет усваиваемость некоторых витаминов и питательных веществ. Добавлены витамины A, D, E и K. |

Поскольку было установлено, что олестра препятствует поглощению некоторых питательных веществ, её подкрепили четырьмя витаминами.
В 2003 году предупреждение было разрешено убрать, поскольку исследования показали, что потребители в курсе возможных последствий, а данное предупреждение многих вводит в заблуждение. Вместо предупреждения было решено на этикетке при перечислении добавленных витаминов ставить звёздочку.

## Химический состав
Олестра состоит из молекул сахарозы, в которой 6-8 гидроксилов замещены остатками ненасыщенных жирных кислот.

## Критика
Некоторые учёные[кто?] возражали против её применения, доказывая, что потенциальные побочные эффекты, в том числе непоступление в организм веществ, которые помогают его защите от сердечных заболеваний и рака, уменьшают преимущества олестры.